# العلاقات الأذربيجانية الكندية
العلاقات الأذربيجانية الكندية هي العلاقات الثنائية التي تجمع بين أذربيجان وكندا.

## مقارنة بين البلدين
هذه مقارنة عامة ومرجعية للدولتين:
| وجه المقارنة                                              | أذربيجان        | كندا                     |
| --------------------------------------------------------- | --------------- | ------------------------ |
| المساحة (كم2)                                             | 86.60 ألف       | 9.98 مليون               |
| عدد السكان (نسمة)                                         | 10.00 مليون     | 35.70 مليون              |
| الكثافة السكانية (ن./كم²)                                 | 115.47          | 3.58                     |
| العاصمة                                                   | باكو            | أوتاوا                   |
| اللغة الرسمية                                             | اللغة الأذرية   | لغة إنجليزية، لغة فرنسية |
| العملة                                                    | مانات أذربيجاني | دولار كندي               |
| الناتج المحلي الإجمالي (بليون دولار)                      | 40.75 مليار     | 1.65 تريليون             |
| الناتج المحلي الإجمالي (تعادل القوة الشرائية) بليون دولار | 171.56 مليار    | 1.59 تريليون             |
| الناتج المحلي الإجمالي الاسمي للفرد دولار أمريكي          | 5.50 ألف        | 43.25 ألف                |
| الناتج المحلي الإجمالي للفرد دولار أمريكي                 | 17.52 ألف       | 45.07 ألف                |
| مؤشر التنمية البشرية                                      | 0.751           | 0.913                    |
| رمز المكالمات الدولي                                      | +994            | +1                       |
| رمز الإنترنت                                              | .az             | .ca                      |
| المنطقة الزمنية                                           | ت ع م+04:00     |                          |

## منظمات دولية مشتركة
يشترك البلدان في عضوية مجموعة من المنظمات الدولية، منها:
| علم المنظمة | اسم المنظمة                               | تاريخ انضمام أذربيجان | تاريخ انضمام كندا |
| ----------- | ----------------------------------------- | --------------------- | ----------------- |
|             | مؤسسة التنمية الدولية                     | 31 مارس 1995          | 24 سبتمبر 1960    |
|             | منظمة الأمن والتعاون في أوروبا            | 30 يناير 1992         | 25 يونيو 1973     |
|             | مؤسسة التمويل الدولية                     | 11 أكتوبر 1995        | 20 يوليو 1956     |
|             | منظمة حظر الأسلحة الكيميائية              | ?                     | ?                 |
|             | الأمم المتحدة                             | 2 مارس 1992           | 9 نوفمبر 1945     |
|             | الاتحاد الدولي للاتصالات                  | 10 أبريل 1992         | 1 يوليو 1908      |
|             | منظمة الشرطة الجنائية الدولية             | ?                     | ?                 |
|             | البنك الدولي للإنشاء والتعمير             | 18 سبتمبر 1992        | 27 ديسمبر 1945    |
|             | الاتحاد البريدي العالمي                   | ?                     | ?                 |
|             | المركز الدولي لتسوية المنازعات الاستشارية | 18 أكتوبر 1992        | 1 ديسمبر 2013     |
|             | وكالة ضمان الاستثمار متعدد الأطراف        | 23 سبتمبر 1992        | 12 أبريل 1988     |
|             | بنك التنمية الآسيوي                       | 1999                  | 1966              |
|             | يونسكو                                    | 3 يونيو 1992          | 4 نوفمبر 1946     |

## أعلام
هذه قائمة لبعض الشخصيات التي تربطها علاقات بالبلدين:
- بيروز ديلنجي (ناشط أذربيجاني، 16 مايو 1965 – )
- رضا براهني (1935[19][20] – )
- كوري دكتورو (17 يوليو 1971[21][22] – )

## وصلات خارجية
- موقع وزارة الخارجية الأذربيجانية
- موقع وزارة الخارجية الكندية